# 高人虎
高 人虎（コ・イノ、朝鮮語: 고인호 ）は、朝鮮民主主義人民共和国の政治家。朝鮮労働党中央委員会委員、内閣副総理、農業相、平壌直轄市農村経理委員会委員長などを歴任。

## 経歴
出生地や生年月日は不明。1997年に平壌直轄市万景台区域の党組織代表に就き、1998年には万景台区域国営農場の支配人に就任した。2003年には平壌市農村経理委員会委員長に就任し、同年8月に最高人民会議第11期代議員に選出された。2016年6月29日に開催された最高人民会議第13期第4回会議で、朴奉珠内閣総理の提議によって内閣副総理兼農業相に任命された。2017年8月10日に訪朝した赤道ギニア政府代表団のビクトル・クランジェ・メイレ農業・畜産・食糧相と会談し、農業分野での協力関係を強化することを協議した。同年10月7日に開催された、朝鮮労働党中央委員会第7期第2回総会で朝鮮労働党中央委員会委員に補選された。2018年5月に視察のため北朝鮮を訪問した国際連合世界食糧計画のデイビッド・ビーズリー事務局長と会談した。
2021年1月5日から開催された朝鮮労働党第8次大会で行われた党中央委員会の事業総括の討論に出たが、党中央委員から脱落。1月17日に開催された最高人民会議第14期第4回会議で内閣副総理、農業相を解任された。

## 参考サイト
- 북한정보포털

| 先代李哲万 | 農業相2016年 - 2021年 | 次代朱哲奎 |